# Freestyleskiën op de Olympische Winterspelen 2022
Freestyleskiën was een van de sporten die beoefend werden tijdens de Olympische Winterspelen 2022 in Peking. De wedstrijden vonden plaats in het Genting Snow Park en in het Shougang Park. De onderdelen Big Air voor mannen en vrouwen en het gemengde onderdeel Aerials voor teams stonden voor het eerst op het programma.

## Wedstrijdschema
| Datum                 | Lokale tijd | MET   | Mannen             | Vrouwen            |
| --------------------- | ----------- | ----- | ------------------ | ------------------ |
| donderdag 3 februari  | 18:00       | 11:00 |                    | Moguls (Q1)        |
| donderdag 3 februari  | 19:45       | 12:45 | Moguls (Q1)        |                    |
| vrijdag 4 februari    | 20:00       | 13:00 | Openingsceremonie  | Openingsceremonie  |
| zaterdag 5 februari   | 18:00       | 11:00 | Moguls (Q2)        |                    |
| zaterdag 5 februari   | 19:30       | 12:30 | Moguls             |                    |
| zondag 6 februari     | 18:00       | 11:00 |                    | Moguls (Q2)        |
| zondag 6 februari     | 19:30       | 12:30 |                    | Moguls             |
| maandag 7 februari    | 09:30       | 02:30 |                    | Big air (Q)        |
| maandag 7 februari    | 13:30       | 06:30 | Big air (Q)        |                    |
| dinsdag 8 februari    | 10:00       | 03:00 |                    | Big air            |
| woensdag 9 februari   | 11:00       | 04:00 | Big air            |                    |
| donderdag 10 februari | 19:00       | 12:00 | Aerials team       | Aerials team       |
| zondag 13 februari    | 10:00       | 03:00 |                    | Slopestyle (Q)     |
| zondag 13 februari    | 19:00       | 12:00 |                    | Aerials (Q)        |
| maandag 14 februari   | 09:30       | 02:30 |                    | Slopestyle         |
| maandag 14 februari   | 12:30       | 05:30 | Slopestyle (Q)     |                    |
| maandag 14 februari   | 19:00       | 12:00 |                    | Aerials            |
| dinsdag 15 februari   | 09:30       | 02:30 | Slopestyle         |                    |
| dinsdag 15 februari   | 19:00       | 12:00 | Aerials (Q)        |                    |
| woensdag 16 februari  | 19:00       | 12:00 | Aerials            |                    |
| donderdag 17 februari | 09:30       | 02:30 |                    | Halfpipe (Q)       |
| donderdag 17 februari | 11:30       | 04:30 |                    | Skicross (Q)       |
| donderdag 17 februari | 12:30       | 05:30 | Halfpipe (Q)       |                    |
| donderdag 17 februari | 14:00       | 07:00 |                    | Skicross           |
| vrijdag 18 februari   | 09:30       | 02:30 |                    | Halfpipe           |
| vrijdag 18 februari   | 11:45       | 04:45 | Skicross           |                    |
| zaterdag 19 februari  | 09:30       | 02:30 | Halfpipe           |                    |
| zondag 20 februari    | 20:00       | 13:00 | Sluitingsceremonie | Sluitingsceremonie |

## Medailles

### Mannen
| Onderdeel  | Goud                            | Goud                   | Zilver                           | Zilver                | Brons                          | Brons                         |
| ---------- | ------------------------------- | ---------------------- | -------------------------------- | --------------------- | ------------------------------ | ----------------------------- |
| Aerials    | Qi Guangpu China                | 129,00                 | Oleksandr Abramenko Oekraïne     | 116,50                | Ilja Boerov Russische ploeg    | 114,93                        |
| Big air    | Birk Ruud Noorwegen             | 187,75                 | Colby Stevenson Verenigde Staten | 183,00                | Henrik Harlaut Zweden          | 181,00                        |
| Halfpipe   | Nico Porteous Nieuw-Zeeland     | 93,00                  | David Wise Verenigde Staten      | 90,75                 | Alex Ferreira Verenigde Staten | 86,75                         |
| Moguls     | Walter Wallberg Zweden          | 83,23                  | Mikaël Kingsbury Canada          | 82,18                 | Ikuma Horishima Japan          | 81,48                         |
| Skicross   | Ryan Regez Zwitserland          | Ryan Regez Zwitserland | Alex Fiva Zwitserland            | Alex Fiva Zwitserland | Sergej Ridzik Russische ploeg  | Sergej Ridzik Russische ploeg |
| Slopestyle | Alexander Hall Verenigde Staten | 90,01                  | Nick Goepper Verenigde Staten    | 86,48                 | Jesper Tjäder Zweden           | 85,35                         |

### Vrouwen
| Onderdeel  | Goud                         | Goud                  | Zilver                       | Zilver                   | Brons                              | Brons                   |
| ---------- | ---------------------------- | --------------------- | ---------------------------- | ------------------------ | ---------------------------------- | ----------------------- |
| Aerials    | Xu Mengtao China             | 108,61                | Hanna Hoeskova Wit-Rusland   | 107,95                   | Megan Nick Verenigde Staten        | 93,76                   |
| Big air    | Eileen Gu China              | 188,25                | Tess Ledeux Frankrijk        | 187,50                   | Mathilde Gremaud Zwitserland       | 182,50                  |
| Halfpipe   | Eileen Gu China              | 95,25                 | Cassie Sharpe Canada         | 90,75                    | Rachael Karker Canada              | 87,75                   |
| Moguls     | Jakara Anthony Australië     | 83,09                 | Jaelin Kauf Verenigde Staten | 80,28                    | Anastasia Smirnova Russische ploeg | 77,72                   |
| Skicross   | Sandra Näslund Zweden        | Sandra Näslund Zweden | Marielle Thompson Canada     | Marielle Thompson Canada | Fanny Smith Zwitserland            | Fanny Smith Zwitserland |
| Skicross   | Sandra Näslund Zweden        | Sandra Näslund Zweden | Marielle Thompson Canada     | Marielle Thompson Canada | Daniela Maier Duitsland            |                         |
| Slopestyle | Mathilde Gremaud Zwitserland | 86,56                 | Eileen Gu China              | 86,23                    | Kelly Sildaru Estland              | 82,06                   |

### Gemengd
| Onderdeel    | Goud                                                                   | Goud   | Zilver                                   | Zilver | Brons                                             | Brons  |
| ------------ | ---------------------------------------------------------------------- | ------ | ---------------------------------------- | ------ | ------------------------------------------------- | ------ |
| Aerials team | Verenigde Staten Ashley Caldwell Christopher Lillis Justin Schoenefeld | 338,34 | China Xu Mengtao Jia Zongyang Qi Guangpu | 324,22 | Canada Marion Thénault Miha Fontaine Lewis Irving | 290,98 |

### Medaillespiegel
| Plaats | Land             | NOC    | Goud | Zilver | Brons | Totaal |
| ------ | ---------------- | ------ | ---- | ------ | ----- | ------ |
| 1      | China            | CHN    | 4    | 2      | 0     | 6      |
| 2      | Verenigde Staten | USA    | 2    | 4      | 2     | 8      |
| 3      | Zwitserland      | SUI    | 2    | 1      | 2     | 5      |
| 4      | Zweden           | SWE    | 2    | 0      | 2     | 4      |
| 5      | Australië        | AUS    | 1    | 0      | 0     | 1      |
| 5      | Noorwegen        | NOR    | 1    | 0      | 0     | 1      |
| 5      | Nieuw-Zeeland    | NZL    | 1    | 0      | 0     | 1      |
| 8      | Canada           | CAN    | 0    | 3      | 2     | 5      |
| 9      | Frankrijk        | FRA    | 0    | 1      | 0     | 1      |
| 9      | Oekraïne         | UKR    | 0    | 1      | 0     | 1      |
| 9      | Wit-Rusland      | BLR    | 0    | 1      | 0     | 1      |
| 12     | Russische ploeg  | ROC    | 0    | 0      | 3     | 3      |
| 13     | Duitsland        | GER    | 0    | 0      | 1     | 1      |
| 13     | Estland          | EST    | 0    | 0      | 1     | 1      |
| 13     | Japan            | JPN    | 0    | 0      | 1     | 1      |
| Totaal | Totaal           | Totaal | 13   | 13     | 14    | 40     |